# 阿卡迪亞 (紐約州)
阿卡迪亞（英語：Arcadia）是一個位於美國紐約州韋恩縣的鎮。

## 人口
根據2020年美國人口普查的數據，阿卡迪亞的面積為135.05平方千米，當中陸地面積為134.76平方千米，而水域面積為0.29平方千米。當地共有人口13731人，而人口密度為每平方千米102人。